# Olympische Sommerspiele 2004/Teilnehmer (Dänemark)
| Gelbes Symbol für Goldmedaillen mit stilisierten Olympischen Ringen | Graues Symbol für Silbermedaillen mit stilisierten Olympischen Ringen | Braundes Symbol für Bronzemedaillen mit stilisierten Olympischen Ringen |
| ------------------------------------------------------------------- | --------------------------------------------------------------------- | ----------------------------------------------------------------------- |
| 2                                                                   | 1                                                                     | 5                                                                       |

Dänemark nahm an den Olympischen Sommerspielen 2004 in der griechischen Hauptstadt Athen mit 92 Athleten, 44 Frauen und 48 Männern, teil.
Seit 1896 war es die 24. Teilnahme Dänemarks bei Olympischen Sommerspielen.

## Flaggenträger
Der Ruderer Eskild Ebbesen trug die Flagge Dänemarks während der Eröffnungsfeier im Olympiastadion.

## Medaillen
Mit zwei gewonnenen Gold-, einer Silber- und fünf Bronzemedaillen belegte das dänische Team Platz 37 im Medaillenspiegel.

## Teilnehmer nach Sportarten

### Badminton
Herren
- Jens Eriksen & Martin Lundgaard Hansen
Doppel: 4. Platz
- Peter Gade
Einzel: 5. Platz
- Kenneth Jonassen
Einzel: 17. Platz
- Lars Paaske & Jonas Rasmussen
Doppel: 9. Platz

Damen
- Pernille Harder & Mette Schjoldager
Doppel: 9. Platz
- Ann-Lou Jørgensen & Rikke Olsen
Doppel: 5. Platz
- Camilla Martin
Einzel: 9. Platz
- Tine Rasmussen
Einzel: 17. Platz

Mixed
- Jens Eriksen & Mette Schjoldager
Bronze
- Jonas Rasmussen & Rikke Olsen
Doppel: 4. Platz

### Bogenschießen
Herren
- Hasse Pavia Lind
Einzel: 19. Platz

### Handball
Damen
- Kristine Andersen, Karen Brødsgaard, Line Daugaard, Katrine Fruelund, Rikke Hørlykke, Trine Jensen, Lotte Kiærskou, Henriette Rønde Mikkelsen, Karin Ørnhøj Mortensen, Louise Bager Nørgaard, Rikke Schmidt, Rikke Skov, Camilla Thomsen, Josephine Touray, Mette Vestergaard
Olympiasieger Gold

### Kanu
Herren
- Mads Kongsgaard Madsen & Lasse Nielsen
Zweier-Kajak, 500 m: Halbfinale
Zweier-Kajak, 1000 m: Halbfinale

### Leichtathletik
Herren
- Piotr Buciarski
Stabhochsprung: 26. Platz in der Qualifikation
- Wilson Kipketer
800 m: Bronze
- Joachim Olsen
Kugelstoßen: Silber

Damen
- Annemette Jensen
Marathon: 49. Platz
- Christina Scherwin
Speerwurf: 29. Platz in der Qualifikation

### Radsport
Herren
- Peter Riis Andersen
Mountainbike, Cross-Country: 18. Platz
- Bo Hamburger
Straßenrennen: 23. Platz
- Frank Høj
Straßenrennen: 8. Platz
Einzelzeitfahren: 19. Platz
- Lars Michaelsen
Straßenrennen: 52. Platz
- Christian Poulsen
Mountainbike, Cross-Country: 39. Platz
- Michael Rasmussen
Straßenrennen: DNF
- Nicki Sørensen
Straßenrennen: 57. Platz

Damen
- Mette Andersen
Mountainbike, Cross-Country: DNF

### Reiten
Mixed
- Andreas Helgstrand
Dressur, Einzel: 9. Platz
Dressur, Mannschaft: 5. Platz
- Lone Castrup Jørgensen
Dressur, Einzel: 38. Platz
Dressur, Mannschaft: 5. Platz
- Jon Petersen
Dressur, Einzel: 19. Platz
Dressur, Mannschaft: 5. Platz
- Per Sandgaard
Dressur, Einzel: 10. Platz
Dressur, Mannschaft: 5. Platz
- Thomas Velin
Springreiten, Einzel: 10. Platz

### Ringen
Herren
- Håkan Nyblom
Federgewicht (bis 55 kg), Griechisch-römisch: 8. Platz

### Rudern
Herren
- Eskild Ebbesen, Thomas Ebert, Thor Kristensen & Stephan Mølvig
Leichtgewichts-Vierer ohne Steuermann: Gold
- Rasmus Quist & Mads Rasmussen
Leichtgewichts-Doppelzweier: 4. Platz

Damen
- Sarah Lauritzen, Majbrit Nielsen, Dorthe Pedersen & Christina Rindom
Doppelvierer: 6. Platz
- Juliane Rasmussen & Johanne Thomsen
Leichtgewichts-Doppelzweier: 10. Platz

### Schießen
Herren
- Torben Grimmel
Kleinkaliber, liegend: 9. Platz
- Michael Nielsen
Skeet: 7. Platz
- Peter Thuesen
Luftgewehr: 29. Platz

Damen
- Susanne Meyerhoff
Luftpistole: 21. Platz
- Ann Spejlsgaard
Luftgewehr: 33. Platz

### Schwimmen
Herren
- Jacob Carstensen
200 m Freistil: 18. Platz
400 m Freistil: 15. Platz
200 m Lagen: 31. Platz

Damen
- Mette Jacobsen
100 m Schmetterling: 15. Platz
200 m Schmetterling: 6. Platz
4 × 100 m Lagen: 9. Platz
- Louise Jansen
200 m Freistil: 37. Platz
200 m Lagen: 30. Platz
- Louise Ørnstedt
100 m Rücken: 7. Platz
200 m Rücken: 6. Platz
4 × 100 m Lagen: 9. Platz
- Jeanette Ottesen Gray
50 m Freistil: 22. Platz
100 m Freistil: 18. Platz
4 × 100 m Lagen: 9. Platz
- Majken Thorup
100 m Brust: 19. Platz
200 m Brust: 25. Platz
4 × 100 m Lagen: 9. Platz

### Segeln
Herren
- Nicklas Holm & Claus Olesen
Star: 9. Platz
- Jonas Høgh-Christensen
Finn Dinghy: 9. Platz
- Kristian Skjødt Kjærgaard & Mads Møller Hansen
470er: 25. Platz

Damen
- Dorte Jensen, Helle Jespersen & Christina Otzen
Yngling: Bronze
- Signe Livbjerg
Europe: Bronze
- Michaela Meehan & Susanne Ward
470er: 6. Platz

Mixed
- Dennis Dengsø Andersen & Michael Hestbæk
49er: 13. Platz
- Anders Nyholm
Laser: 22. Platz

### Taekwondo
Herren
- Zakaria Asidah
Schwergewicht (über 80 kg): 11. Platz
- Jesper Roesen
Federgewicht (bis 68 kg): 9. Platz

### Tischtennis
Herren
- Michael Maze
Einzel: 17. Platz
Doppel: Bronze
- Finn Tugwell
Doppel: Bronze

### Trampolinturnen
Herren
- Peter Jensen
Einzel: Vorrunde

### Triathlon
Herren
- Rasmus Henning
7. Platz